# Paradocus
Paradocus is een kevergeslacht uit de familie van de boktorren (Cerambycidae). De wetenschappelijke naam van het geslacht werd voor het eerst geldig gepubliceerd in 1956 door Breuning.

## Soorten
Paradocus omvat de volgende soorten:
- Paradocus albithorax (Breuning, 1938)
- Paradocus albovittatus (Breuning, 1938)
- Paradocus griseovittatus (Breuning, 1940)
- Paradocus kenyensis Teocchi & Sudre, 2002
- Paradocus maculicollis Breuning, 1956
- Paradocus multifasciculatus Breuning, 1961